# La Higuera (Bolívia)
La Higuera kis falu Bolíviában, Santa Cruz megyében, Vallegrande tartományban, Santa Cruz de la Sierra városától 150 kilométerre délnyugatra.

## Lakossága
A település lakossága közel 200 fő. Lakói őslakos guarani indiánok.

## Nevezetessége
Che Guevara halálának helye Bolíviában.
Che Guevarával egy helyi önkéntes végzett Bolíviában 1967. október 9-én, aki máig rejtve él. "Tudom, hogy azért jöttél, hogy megölj. Lőj, te gyáva, csak egy embert ölsz meg!" - ezek voltak Che Guevara utolsó szavai. Foglyulejtői lefényképezték a halott kommunista forradalmárt. A kép azonban csalódásukra nem elsősorban halálának bizonyítéka lett, hanem sokan párhuzamba állították Jézus Krisztus reneszánsz kori ábrázolásaival. "Olyan, mintha a halott Che Guevara ránézne gyilkosaira és megbocsátana nekik, világgá kürtölve, hogy aki egy eszméért hal meg, a szenvedés felett áll" - írja Jorge Castaneda életrajzában -, "…a mítosz nagyobb, mint a politika vagy az ideológia, még a történelem kegyetlen sodrásánál is erősebb".

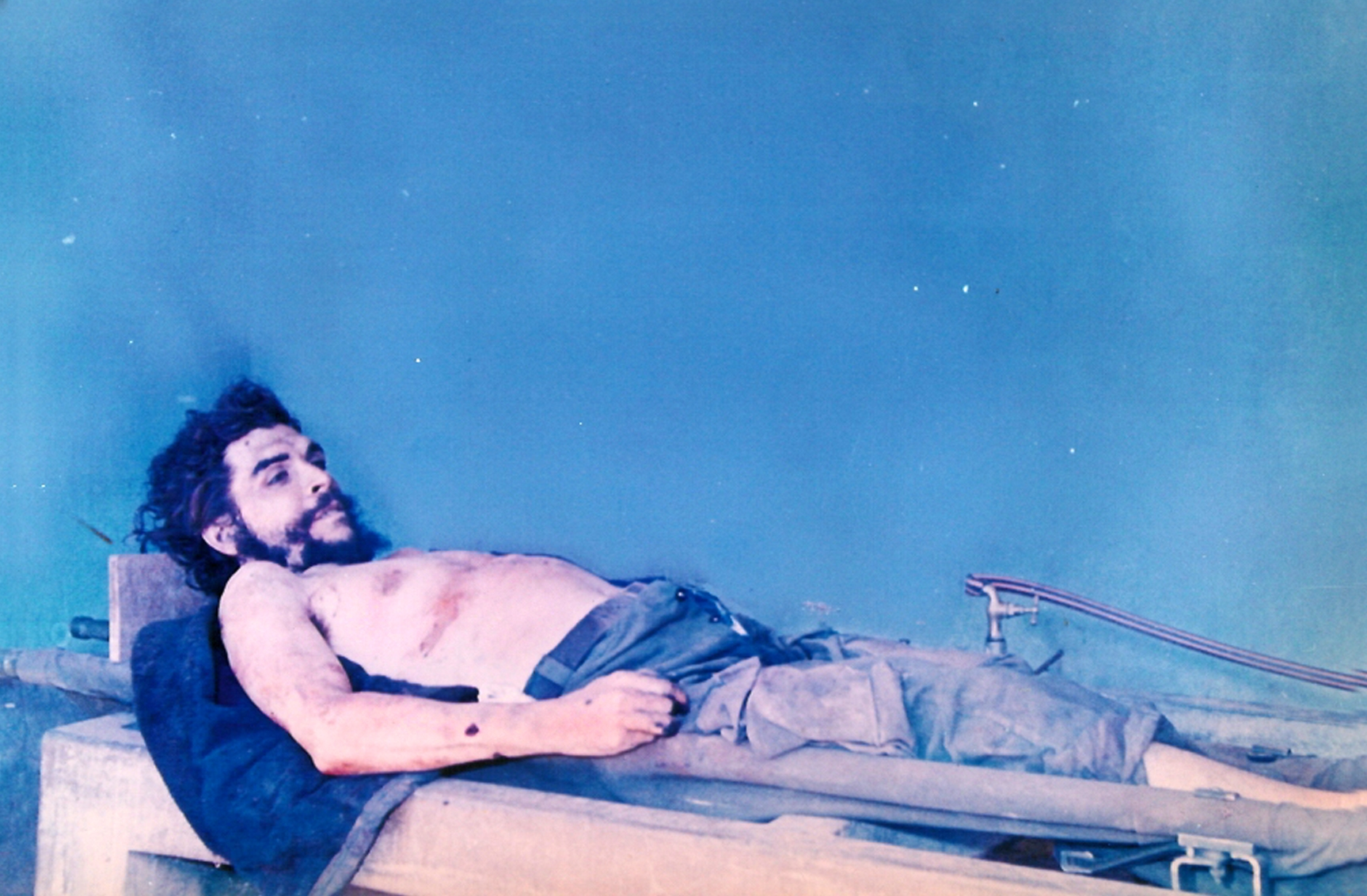
Che Guevara holtteste (Vallegrande, Bolívia, 1967. október 10.)

## Külső hivatkozások
- Képek La Higuera faluból
- San Ernesto de la Higuera (video)